# Silene reverchonii
Silene reverchonii är en nejlikväxtart som beskrevs av Jules Aimé Battandier. Silene reverchonii ingår i släktet glimmar, och familjen nejlikväxter. Inga underarter finns listade i Catalogue of Life.